# Сетубальська діоцезія

Лісабонський патріархат
Бразька архідіоцезія
Еворська архідіоцезія

Сетуба́льська діоце́зія (лат. Dioecesis Setubalensis; порт. Diocese de Setúbal) — діоцезія (єпископство) Римо-Католицької Церкви у Португалії, з центром у місті Сетубал. Очолюється єпископом Сетубальським. Охоплює територію округу Сетубал. Площа — 1500 км². Суфраганна діоцезія Лісабонського патріархату. Станом на 2014 рік поділялася на 57 парафій. Головний храм — Сетубальський собор святої Марії. Створена 16 липня 1975 року, за понтифікату римського папи Павла VI. Виокремлена зі складу Лісабонського патріархату. Єпископ з 2015 року — Жузе Орнелаш Карвалю. Інша назва — Сетубальське єпископство (порт. Bispado de Setúbal).